# Вакуумный регулятор

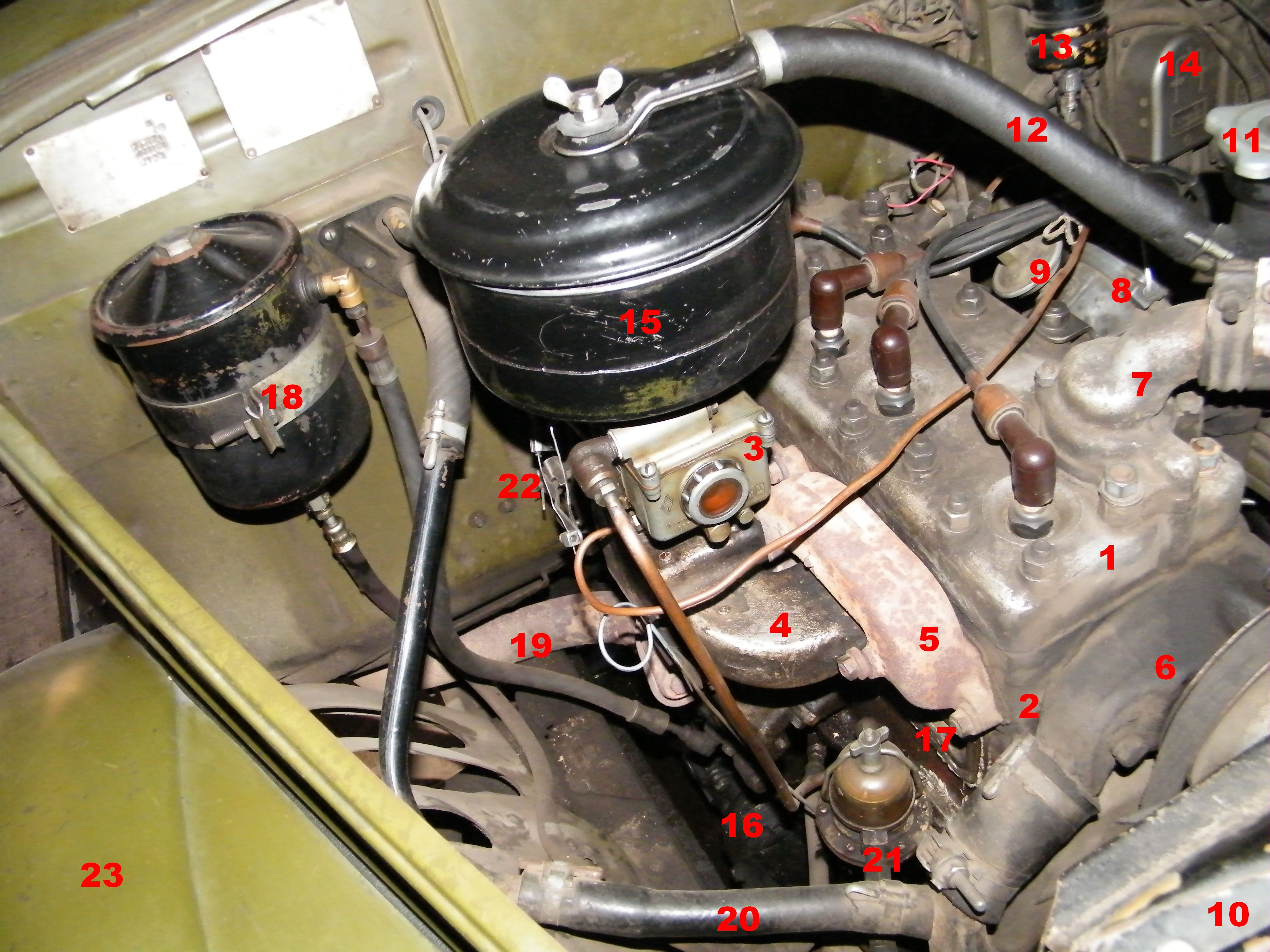
Двигатель автомобиля ГАЗ-69.
Цифрой 9 обозначен мембранный механизм вакуумного регулятора, от него идёт медная трубка к карбюратору 3, подсоединяется за дроссельной заслонкой.

Вакуумный регулятор опережения зажигания — механизм, предназначенный для изменения угла опережения зажигания в зависимости от скорости работы двигателя (частоты оборотов коленчатого вала), и нагрузки на двигатель, которые зависят от степени открытия дроссельной заслонки. Является составной частью прерывателя-распределителя.
Представляет собой мембранный механизм, использующий в работе разницу между атмосферным давлением и давлением в околодроссельном пространстве впускного тракта. К подпружиненной мембране автомата крепится тяга, двигающая пластину с закреплёнными на ней контактами прерывателя. С одной стороны мембраны — полость атмосферного давления, с другой подводится разрежение из околодроссельного пространства. По мере приоткрытия дроссельной заслонки и увеличения оборотов двигателя, увеличивается скорость воздушного потока, обтекающего дроссельную заслонку и стенку первой камеры карбюратора, в которой, перед дроссельной заслонкой и непосредственной от нее близости, расположено отверстие канала, соединённого с вакуумным регулятором опережения зажигания. Таким образом, в канале создается разрежение вследствие закона Бернулли и вакуумный регулятор вступает в работу. Чем больше скорость вращения коленвала, тем сильнее отодвигается пластина против вращения вала прерывателя, тем самым увеличивая угол опережения зажигания. Когда двигатель работает под нагрузкой, обороты двигателя падают, тем самым уменьшается скорость воздушного потока в околодроссельном пространстве и разрежение в вакуумном канале снижается. В ответ на это вакуумный регулятор снова вступает в работу и угол опережения зажигания уменьшается. Однако вакуумный регулятор работает лишь при небольших оборотах двигателя, когда зазор между краем приоткрытой дроссельной заслонки и стенкой первой камеры карбюратора сравнительно невелик и даже при небольших оборотах двигателя в зазоре присутствует достаточно интенсивный воздушный поток. Это следствие того же закона Бернулли и создает разрежение в канале вакуумного опережения зажигания. При более высоких оборотах и большем открытии дроссельной заслонки в работу вступает центробежный регулятор опережения зажигания.